# George Washington Maher
George Washington Maher (Douglas, 25 dicembre 1864 – Mill Creek, 12 settembre 1926) è stato un architetto statunitense durante il primo quarto del XX secolo. È considerato parte dello stile Prairie School ed era noto per aver mescolato l'architettura tradizionale con lo stile Arts & Crafts.
Secondo lo storico dell'architettura H. Allen Brooks:
Maher fu eletto Fellow dell'American Institute of Architects (FAIA) nel 1916.

## Biografia

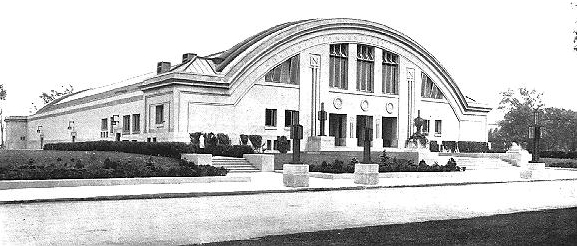
Il Patten Gymnasium presso la Northwestern University, 1908 (demolito)

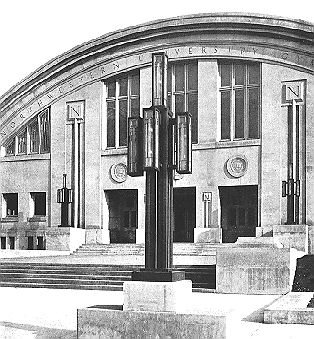
L'ingresso del Patten Gymnasium (demolito)

George Maher nacque a Mill Creek, Virginia Occidentale ma, da bambino, si trasferì con i suoi genitori, Sarah Landis, nata in Pennsylvania, e il chimico Theophile Maher, nato in Virginia, il cui padre era immigrato dalla Francia, a New Albany, Indiana, dove frequentò le scuole pubbliche. Mentre era adolescente la famiglia si trasferì a Chicago, anche se la data esatta non è nota.
Il censimento federale del 1880 registra che la famiglia Maher vive ancora a New Albany. Nel 1883 un elenco della città mostra George Maher che vive nell'area di Chicago e lavora per lo studio di architettura di Chicago di Augustus Bauer e Henry Hill. Nel 1887 entrò a far parte dello studio dell'architetto Joseph Lyman Silsbee, nel Lakeside Building di Chicago, come progettista, dove lavorò con Frank Lloyd Wright e George Grant Elmslie. Alla fine del 1888 Maher iniziò il proprio studio e poi alla fine del 1889 formò una partnership con Cecil S. Corwin che durò solo per un breve periodo prima che riprendesse il proprio studio. Maher sposò Elizabeth Brooks nel 1893 e si trasferì a Kenilworth, Illinois.

### Carriera
Progettò la sua casa a Kenilworth, costruita lì nel 1893. Era una delle circa 40 case che progettò nella zona. Insieme alle abitazioni progettò anche l'ingresso al borgo e numerosi altri abbellimenti pubblici. Oltre a Kenilworth una delle maggiori quantità del suo lavoro si trova lungo Hutchinson Street, sul lungolago del North Side di Chicago.
Dall'inizio della sua carriera Maher ha scritto le sue opinioni sull'architettura ed è stato attivo in organizzazioni interessate ad esplorare nuove idee in architettura e design. Nel 1887 Inland Architect pubblicò un articolo che aveva scritto intitolato "L'originalità nell'architettura americana", uno dei primi dei molti che avrebbe scritto. Nel 1895 un interesse per l'Arts and Crafts Movement lo portò a diventare uno dei membri fondatori della Chicago Arts and Crafts Society. Durante la sua carriera è stato impegnato come protagonista negli incontri e nelle mostre del Chicago Architectural Club, gruppo che era al centro dell'attività del movimento Prairie a Chicago.

### Prime opere
I primi lavori di Maher durante gli anni 1890 riflettevano l'influenza di Silsbee e Henry Hobson Richardson così come Louis Sullivan e altri della Scuola di Chicago.
Nel 1893 Maher incontrò J.L. Cochran che stava sviluppando la comunità di Edgewater che alla fine sarebbe diventata parte di Chicago. Negli anni successivi Maher progettò una serie di case per Cochran che contribuirono a stabilire la carriera e la reputazione di Maher.
Commissionato nel 1897, uno dei progetti più importanti di Maher è la John Farson House a Oak Park, Illinois, nota anche come Pleasant Home. In questa casa, Maher ha sintetizzato la sua versione di quello che alla fine sarebbe stato chiamato lo stile architettonico della Prairie School. Uno dei primi edifici in stile Prairie, il suo concetto di design si rivelò estremamente importante ai suoi tempi e fu ampiamente copiato in tutto il Midwest.

### Lavori residenziali e universitari
Nel corso degli anni Maher ha progettato numerose case per clienti che vanno da uomini d'affari della classe media a personaggi della società benestante. Il successo della casa Farson portò a una serie di grandi commissioni. Tra i suoi clienti c'era James A. Patten per il quale costruì una grande villa nel 1901. Patten ebbe anche il merito di far ottenere a Maher l'incarico di progettare l'originale Patten Gymnasium presso la Northwestern University, Maher progettò anche la Swift Hall of Engineering. Sempre nel 1901 fu assunto per ristrutturare la Nickerson House che attualmente ospita il Driehaus Museum. A questi lavori seguirono il progetto di una grande tenuta per Harry Rubens che fu costruita a Glencoe, Illinois nel 1903. Jens Jensen progettò il paesaggio per la tenuta di Rubens. Tra gli altri progetti figurano la PJ King House del 1901, la Rath House nel 1907 e la Colvin House nel 1909, tutte designate dalla città come Punti di riferimento di Chicago.
Al tempo della commissione Farson House, Maher fu uno dei primi architetti dello Prairie Style ad aver sviluppato uno stile personale. Nel 1897, con quasi un intero decennio alle spalle, la sua carriera era ben consolidata. Con le case Prairie di Wright ancora diversi anni nel futuro, la versione di Maher dello stile Prairie arrivò in un momento in cui il lavoro di Louis Sullivan era ancora l'influenza dominante per il gruppo di architetti in via di sviluppo. Mentre molti degli altri hanno lavorato direttamente per Wright o Sullivan, Maher non l'ha mai fatto, il che potrebbe essere uno dei motivi per cui il suo lavoro di design avrebbe seguito un percorso più indipendente nel corso della sua carriera.
Intorno al 1904 i progetti di Maher iniziarono a mostrare maggiormente il suo interesse per le idee derivate dal design europeo contemporaneo, in particolare il movimento inglese Arts and Crafts e la Secessione viennese. Assimilando queste influenze in concetti propri, creò progetti che distinguevano il suo lavoro in un momento in cui il lavoro di Wright stava diventando sempre più importante tra i suoi contemporanei. Tra questi progetti c'era la Corbin House nel 1904, seguita da case come Erwin House (1905), Lackner House (1905) e Schultz House (1907).

#### Teoria del motivo-ritmo
Come parte della sua filosofia progettuale, Maher sviluppò quella che chiamò teoria Motivo-ritmo nel tentativo di produrre un'unità progettuale in tutto l'edificio e nei suoi interni. Ciò comportava l'utilizzo di un elemento decorativo, spesso un fiore locale, una forma geometrica o una combinazione dei due che si sarebbe ripetuta per tutto il progetto. Maher scrisse che "si devono sviluppare alcune forme principali che influenzeranno i dettagli del progetto; queste forme si cristallizzano durante il progresso della pianificazione e diventano i motivi che legano insieme il progetto". Nella Rockledge, la casa estiva di 12 000 piedi-quadrati (1 100 m²) che progettò nel 1911 per Ernest e Grace King a Homer, Minnesota, Maher fu anche incaricato di progettare gli arredi interni della casa permettendogli di utilizzare la teoria del Motivo-ritmo nella massima misura possibile. Alla fine la casa cadde in disuso ma prima che la casa fosse demolita i mobili, gli orologi, le lampade, i tappeti, persino le stoviglie che Maher aveva disegnato furono venduti con molti pezzi che finirono in varie collezioni museali come esempi di design di Arts and Crafts.

### Edilizia commerciale e istituzionale
Sebbene Maher sia noto per il suo lavoro residenziale, progettò anche edifici commerciali e istituzionali. Il suo cliente James Patten ebbe il merito di far ottenere a Maher l'incarico di progettare il più noto di questi, l'originale Patten Gymnasium (1908–09) presso la Northwestern University, dove Maher progettò anche la Swift Hall of Engineering (1908). Altri progetti degni di nota furono diversi edifici per la J.R. Watkins Medical Company (1911), inclusa la loro sede amministrativa a Winona, Minnesota. Questi furono seguiti dalla Winona Saving Bank, progettata e costruita nel 1914-16.
Lo slancio del movimento Prairie School iniziò a diminuire rapidamente verso la metà dell'adolescenza quando i gusti e gli interessi dei clienti cambiarono, costringendo molti dei suoi seguaci a rivolgersi ad altre direzioni. Per alcuni, incluso Maher, significava aumentare la pressione per progettare negli stili eclettici allora in voga.

### Organizzazioni
Nel corso della sua carriera Maher fu impegnato in organizzazioni che cercavano di migliorare la professione di architetto. Oltre al Chicago Architectural Club, era attivo nel capitolo statale dell'American Institute of Architects prestando servizio come presidente del capitolo statale nel 1918. Proprio come Maher aveva lavorato per Silsbee, il cui ufficio aveva prodotto un certo numero di architetti che si avevano ottenuto carriere illustri, l'ufficio di Maher produsse a anche diversi importanti architetti tra cui suo figlio Phillip Brooks Maher e Robert Seyfarth.
Dopo la prima guerra mondiale suo figlio entrò a far parte dell'ufficio come socio e l'azienda divenne nota come "George W. Maher & Son". All'inizio degli anni '20 Maher progettò numerosi edifici e paesaggi in tutta l'area di Chicago ed a Gary, nell'Indiana, dove l'azienda produsse numerosi progetti. Il suo lavoro finale è stato commissionato dalla Gary Heat, Light, and Water Company di Gary, Indiana. Gli chiesero di progettare un nuovo magazzino. Questo progetto incarnava l'ultima serie di disegni per sostenere il suo nome e la registrazione architettonica.

### Morte
Al momento della sua morte aveva ideato oltre 270 progetti; dalle case ai parchi agli edifici pubblici. Si suicidò il 12 settembre 1926, dopo diversi anni di peggioramento della salute, compreso il ricovero in ospedale per depressione nel 1924-1925. Aveva 61 anni quando si suicidò.

## Lavori realizzati
- Frank G. Ely House, Kenilworth, Illinois (1910)
- Edward C. Elliott House, Madison, Wisconsin (1910)
- Patten Gymnasium, Evanston, Illinois (1910)
- Albert B. Towers House, Chicago, Illinois (1894)
- Old Fresno Water Tower, Fresno, California (1894)
- Liederkranz Hall in Blue Island, Illinois (1897)[19] (distrutta dal fuoco, 1918)
- John Farson House, anche detta Pleasant Home, Oak Park (Illinois) (1897)
- Church of Divine Humanity, Chicago 1898[20]
- William Weber House, Blue Island, Illinois (1899)[21]
- Henry Klein House, Blue Island, IL (1899)[22]
- William and Helen Coffeen House,[23] Hinsdale, Illinois (1900)
- Patrick J. King House, Chicago, Illinois (1901)
- 502 Saint Davids Avenue, Saint Davids, Pennsylvania (1896)
- James A. Patten House, Evanston, Illinois (1901) (demolita)
- Frederick Taylor Gates House, Montclair, New Jersey (1902)
- Harry Rubens Estate stables, Glencoe, Illinois (1903) (demolita)
- Harry Rubens Estate, Glencoe, Illinois (1903) (demolita)
- Stephen Henry Velie, Jr. House, Kansas City, Missouri (1904) (demolita)
- Edmund Blinn House, Pasadena, California (1905)
- Charles R. Erwin House, Oak Park, Illinois (1905)
- Francis Lackner House, Kenilworth, Illinois (1905)
- The Murdock House, Sault Ste. Marie, Michigan (1906)
- Hiram C. e Irene Stewart House, Wausau, Wisconsin (1906)
- Henry Schultz House, Winnetka, Illinois (1907)
- The John Rath House, Chicago, Illinois (1907)
- Kenilworth Club, Kenilworth, Illinois (1907)
- Emil Rudolph House, Highland Park, Illinois (1907)
- The Ernest J. Magerstadt House, Chicago, Illinois (1908)
- The Martin Baldwin House, Glen Ridge, New Jersey (1908)
- Edward Colvin House, Chicago, Illinois (1909)
- Administration building for the J.R. Watkins Medical Company, Winona, Minnesota (1911)
- Claude Seymour House, Chicago, Illinois (1913)
- Winona Savings Bank Building, Winona, Minnesota (1914)
- Gary Bathing Beach Aquatorium, Gary, Indiana (1921)

## Galleria d'immagini

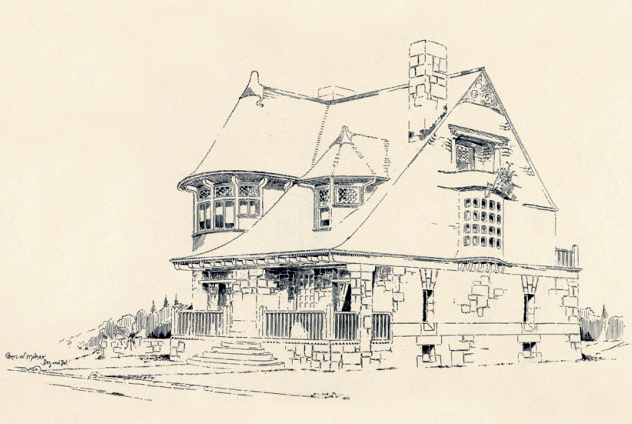
Gilman House a Chicago, Illinois, 1888, demolita
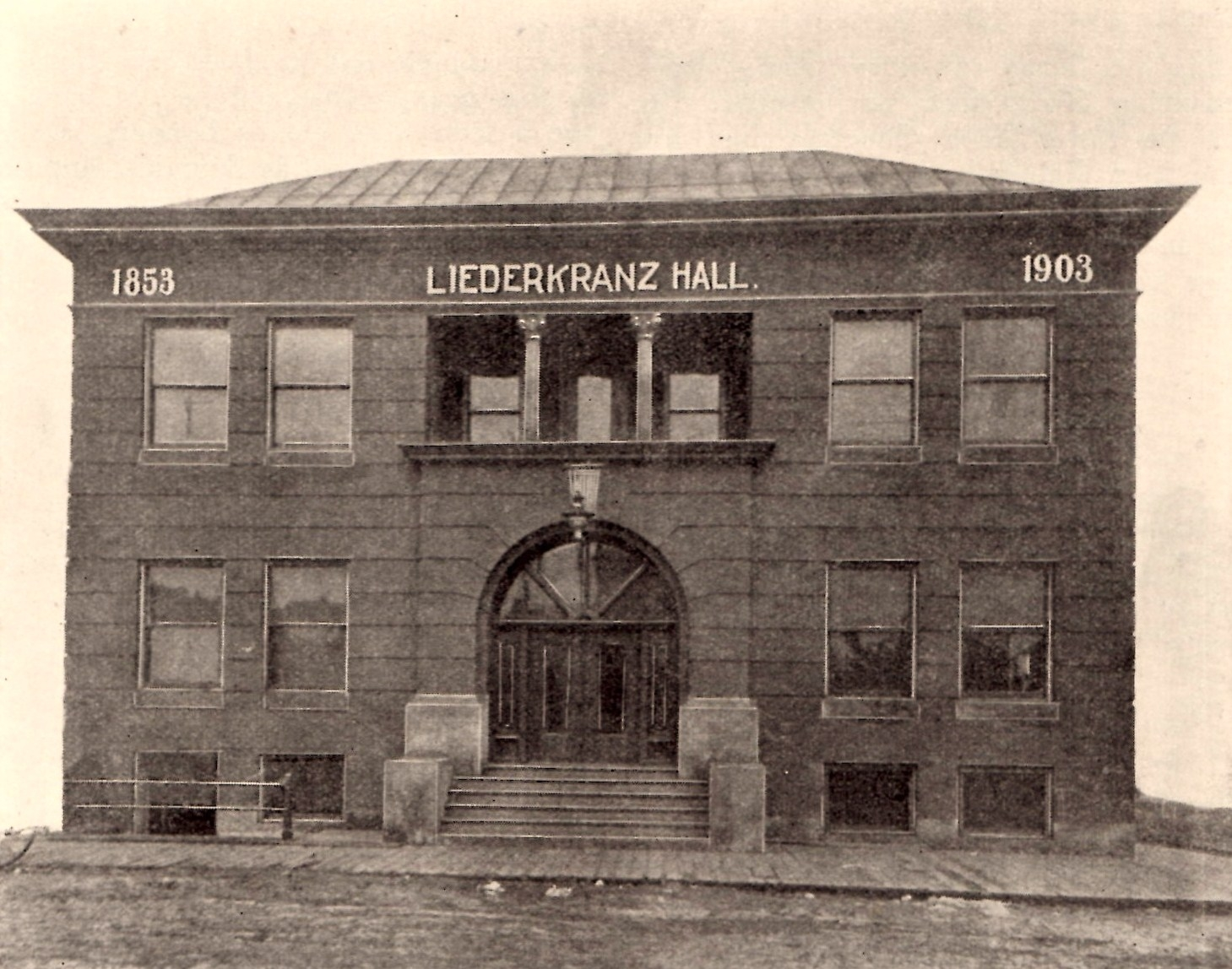
Liederkranz Hall a Blue Island, Illinois, 1897, distrutta da un incendio
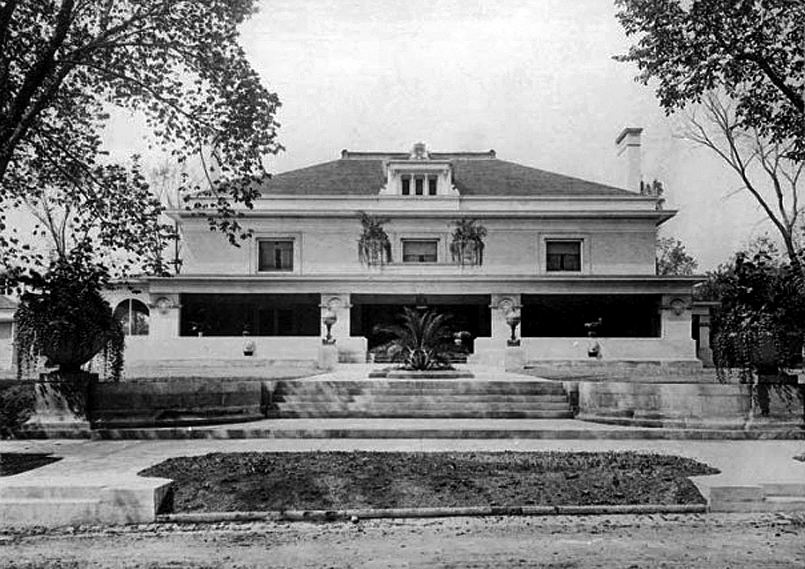
La casa di John Farson, chiamata anche Casa Gradevole, Oak Park Illinois, 1897.
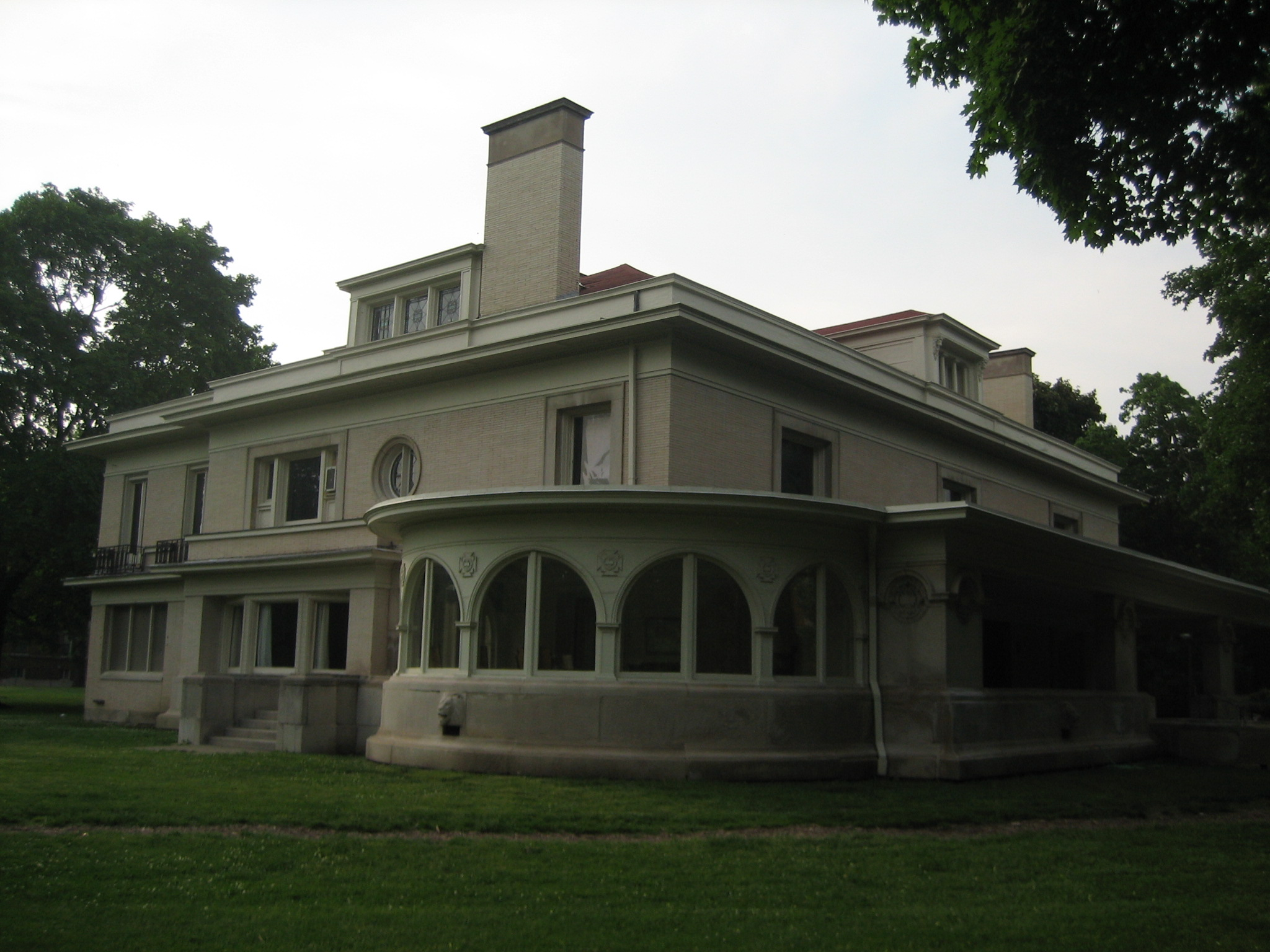
Casa di John Farson, Oak Park, Illinois, 1897.
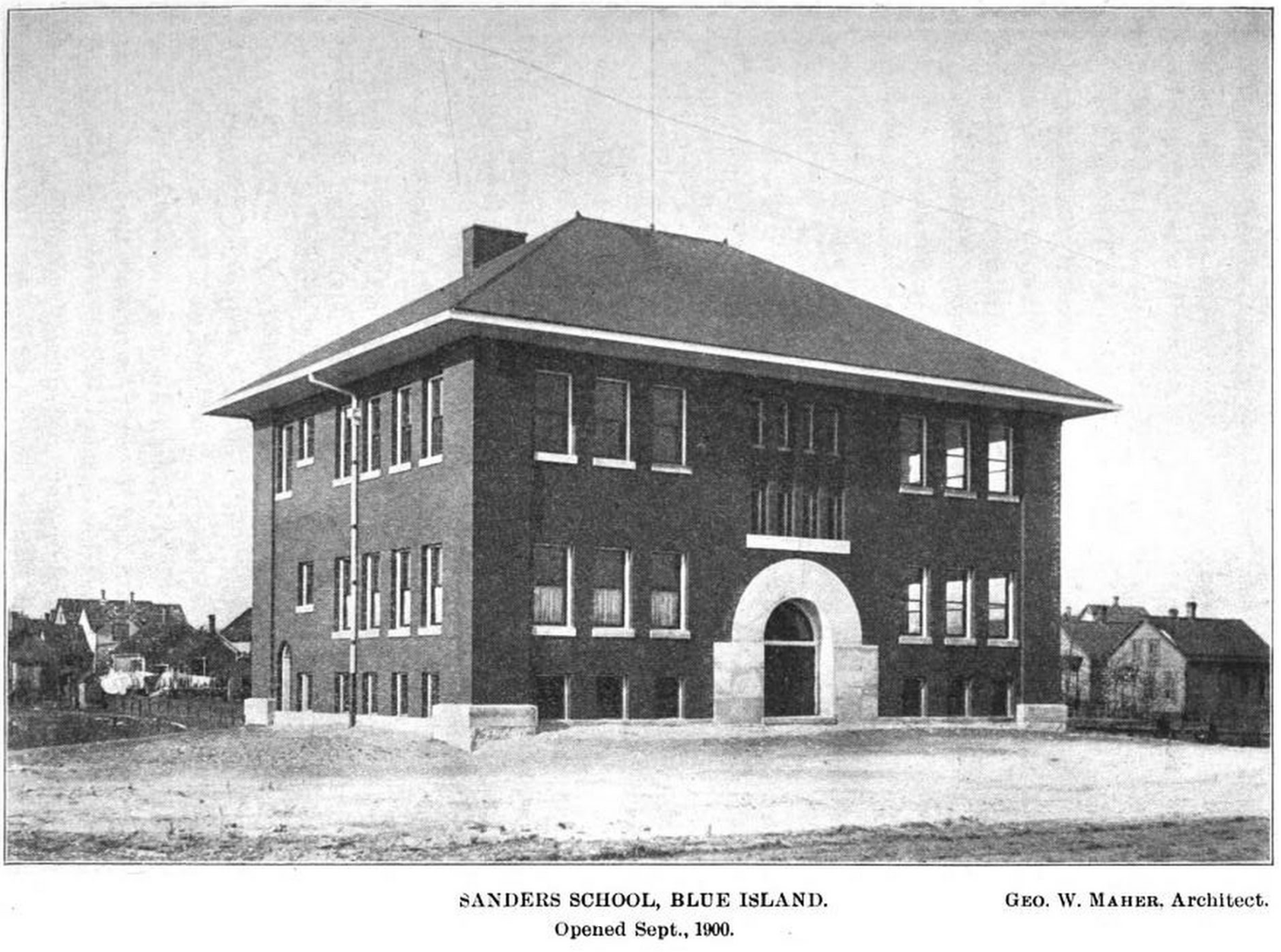
Scuola Sanders, Blue Island, Illinois, 1900
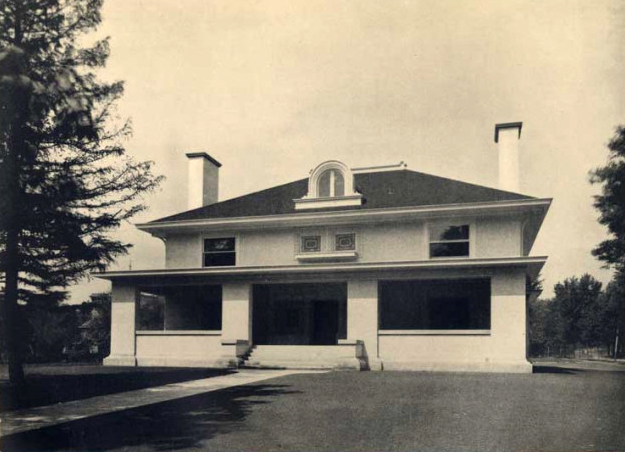
Casa di William e Helen Coffeen a Hinsdale, Illinois, 1900.
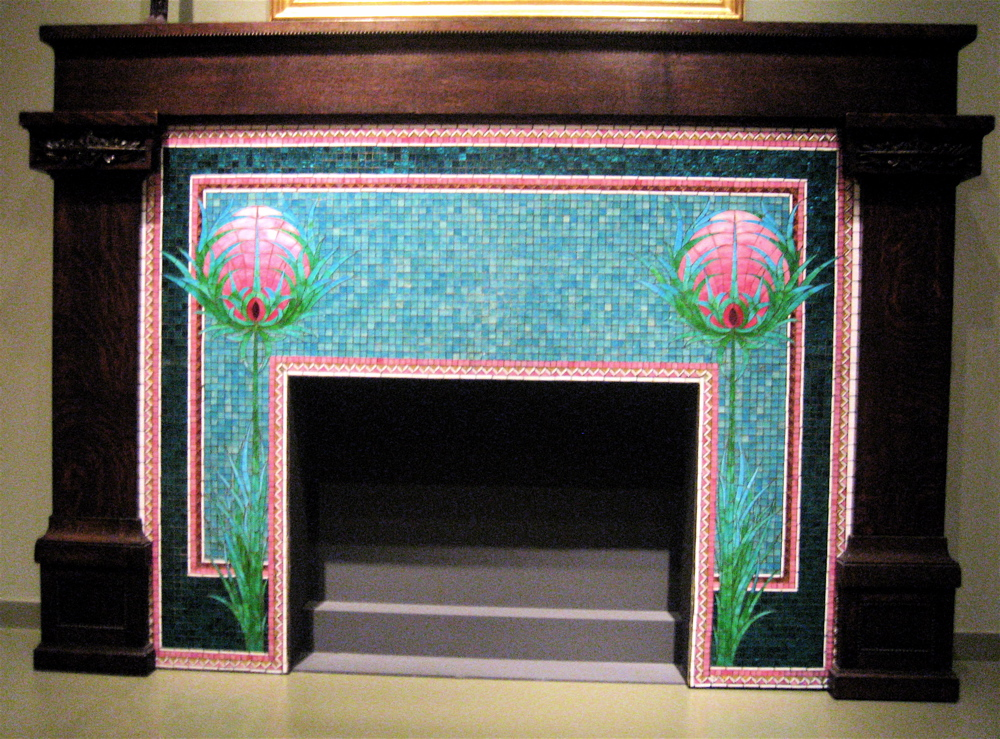
Rivestimento del camino della Patrick J. King House, Chicago, Illinois, 1901.
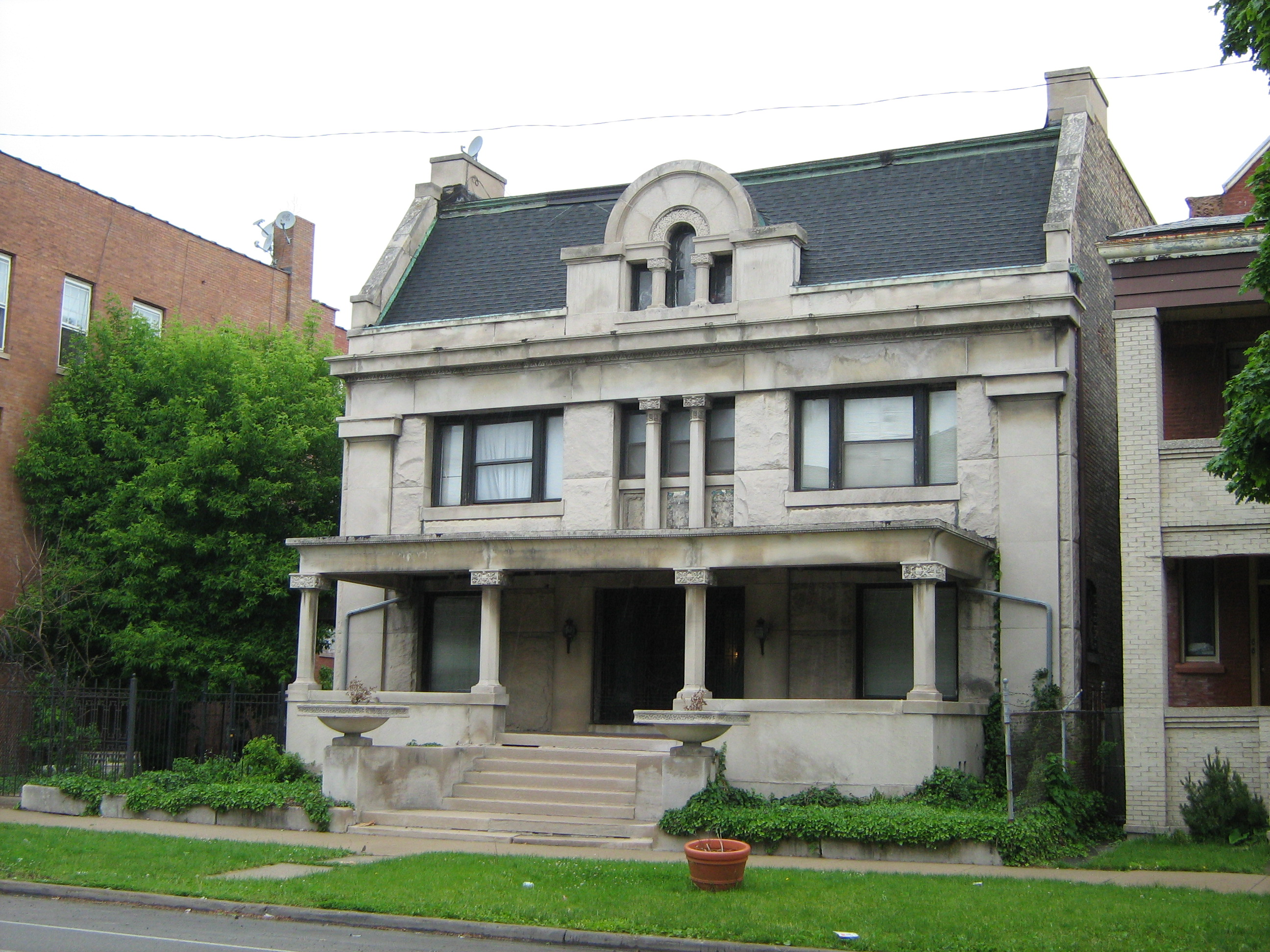
Casa di Patrick J. King, Chicago, Illinois, 1901.
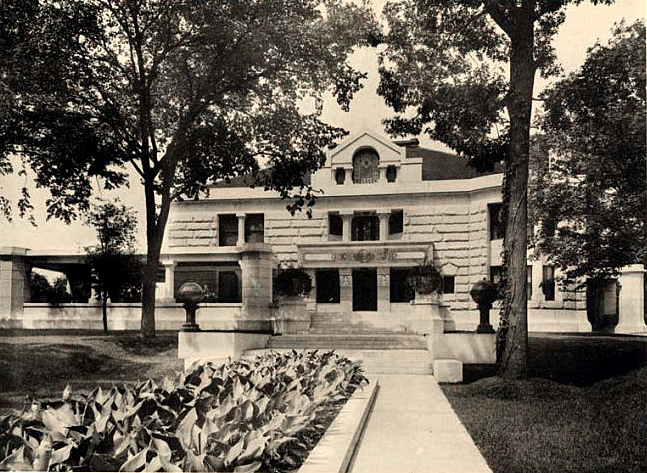
Casa di James A. Patten, Evanston, Illinois, 1901, demolita.
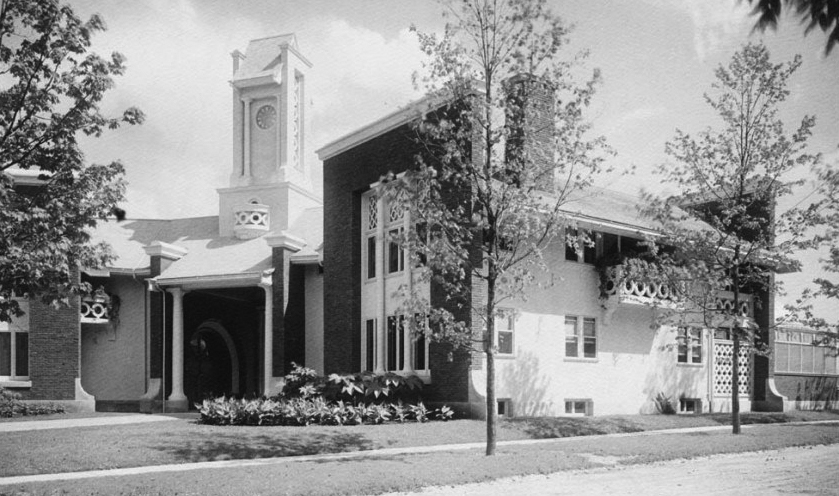
Scuderie Harry Rubens Estate, Glencoe, Illinois, 1903, demolite.
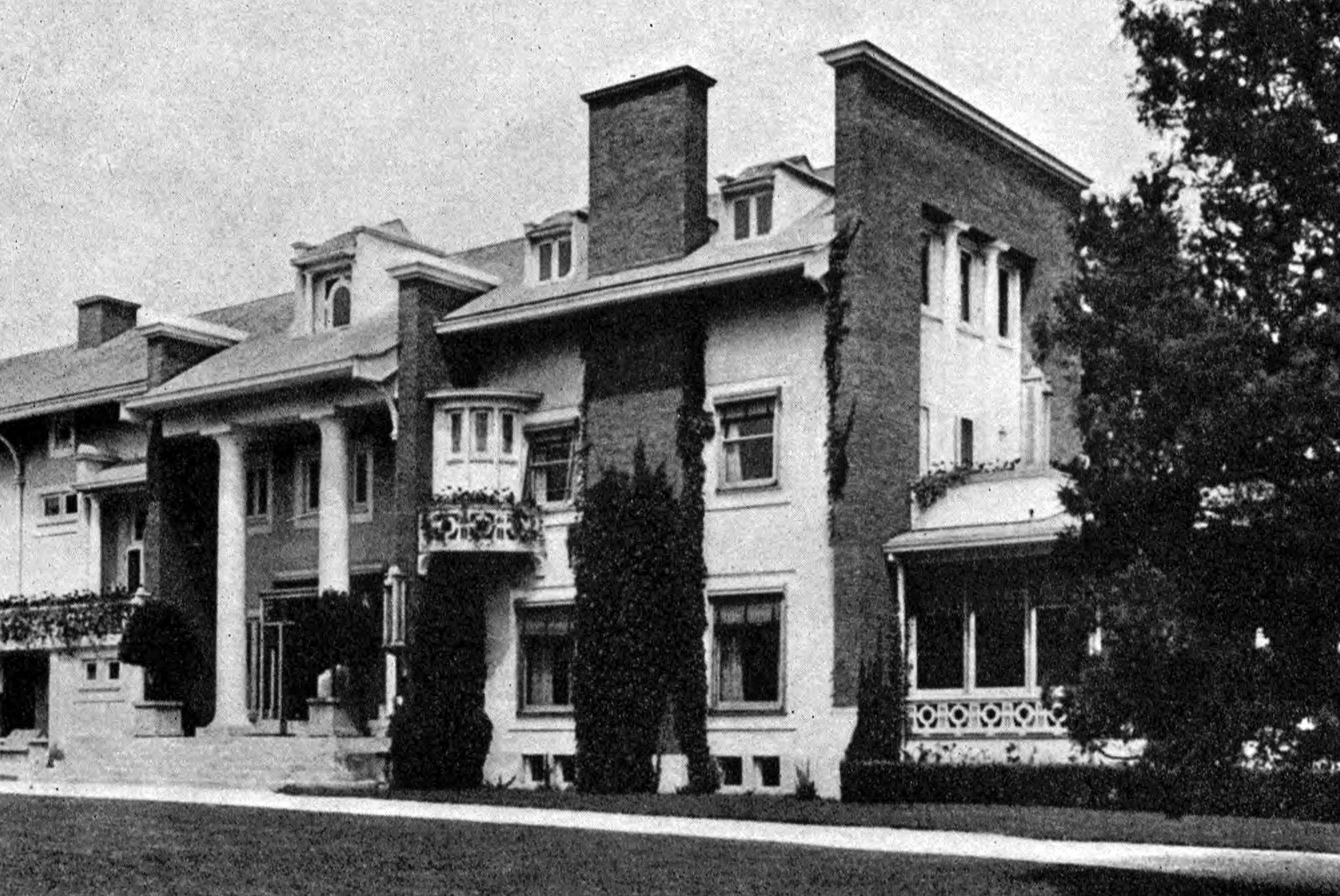
Tenuta di Harry Rubens, Glencoe, Illinois, 1903. demolita
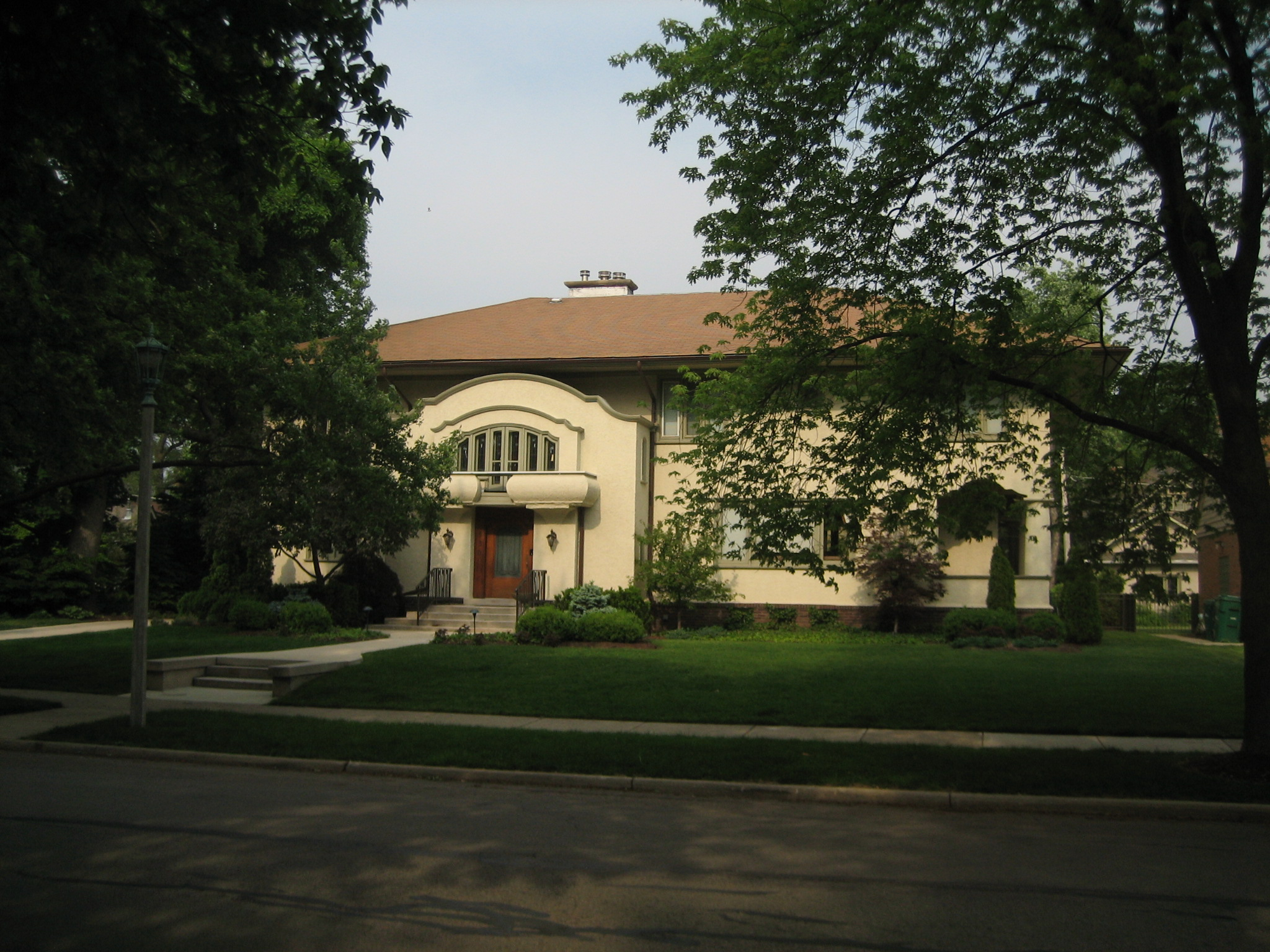
Casa di Charles R. Erwin, Oak Park, Illinois, 1905
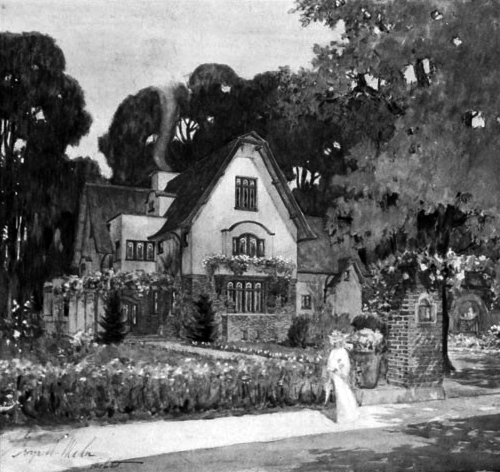
Casa di Francis Lackner, Kenilworth, Illinois, 1905.
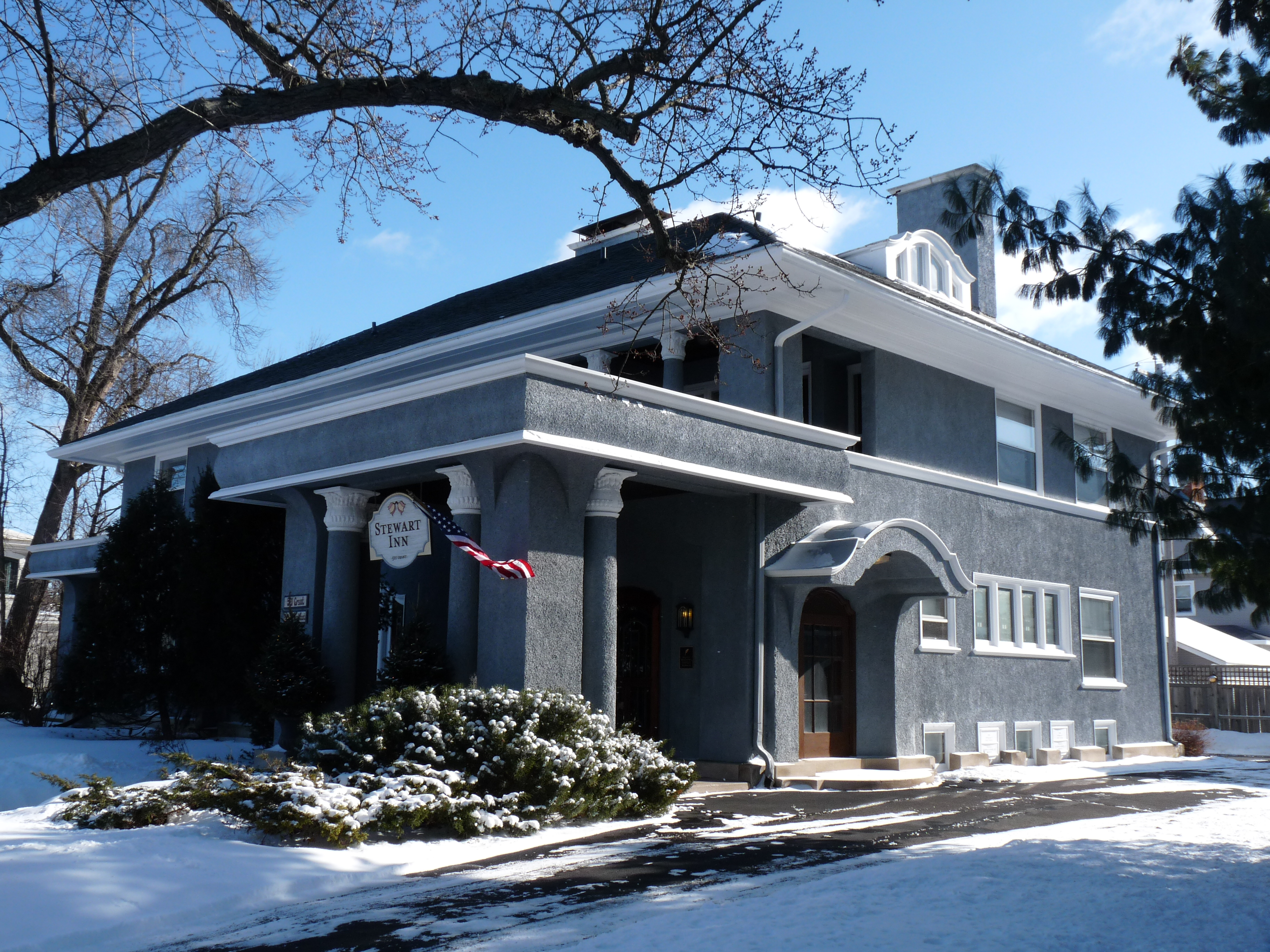
Casa di Hiram C. e Irene Stewart, Wausau, Wisconsin, 1906.
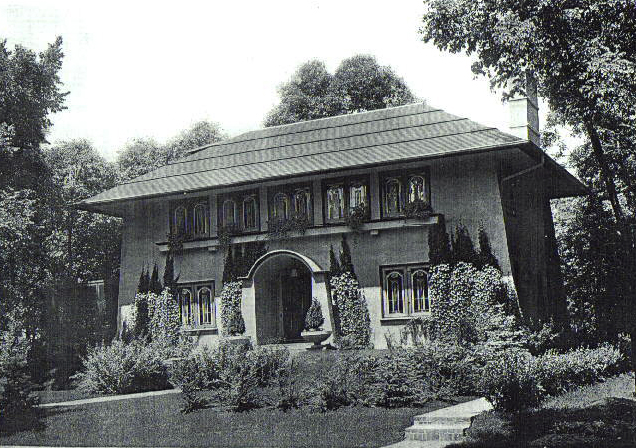
Henry Schultz House, Winnetka, Illinois, 1907.
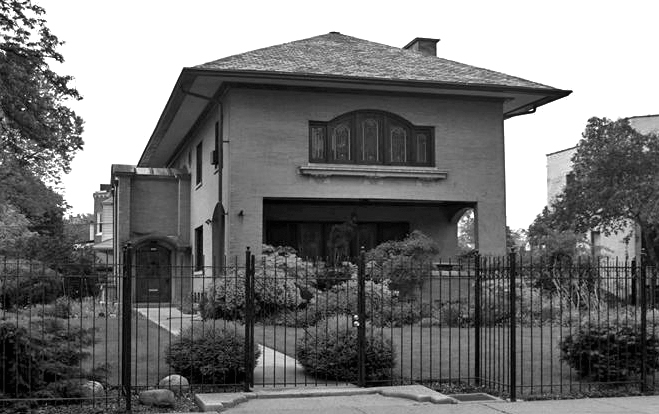
Casa di John Rath, Chicago, Illinois, 1907.
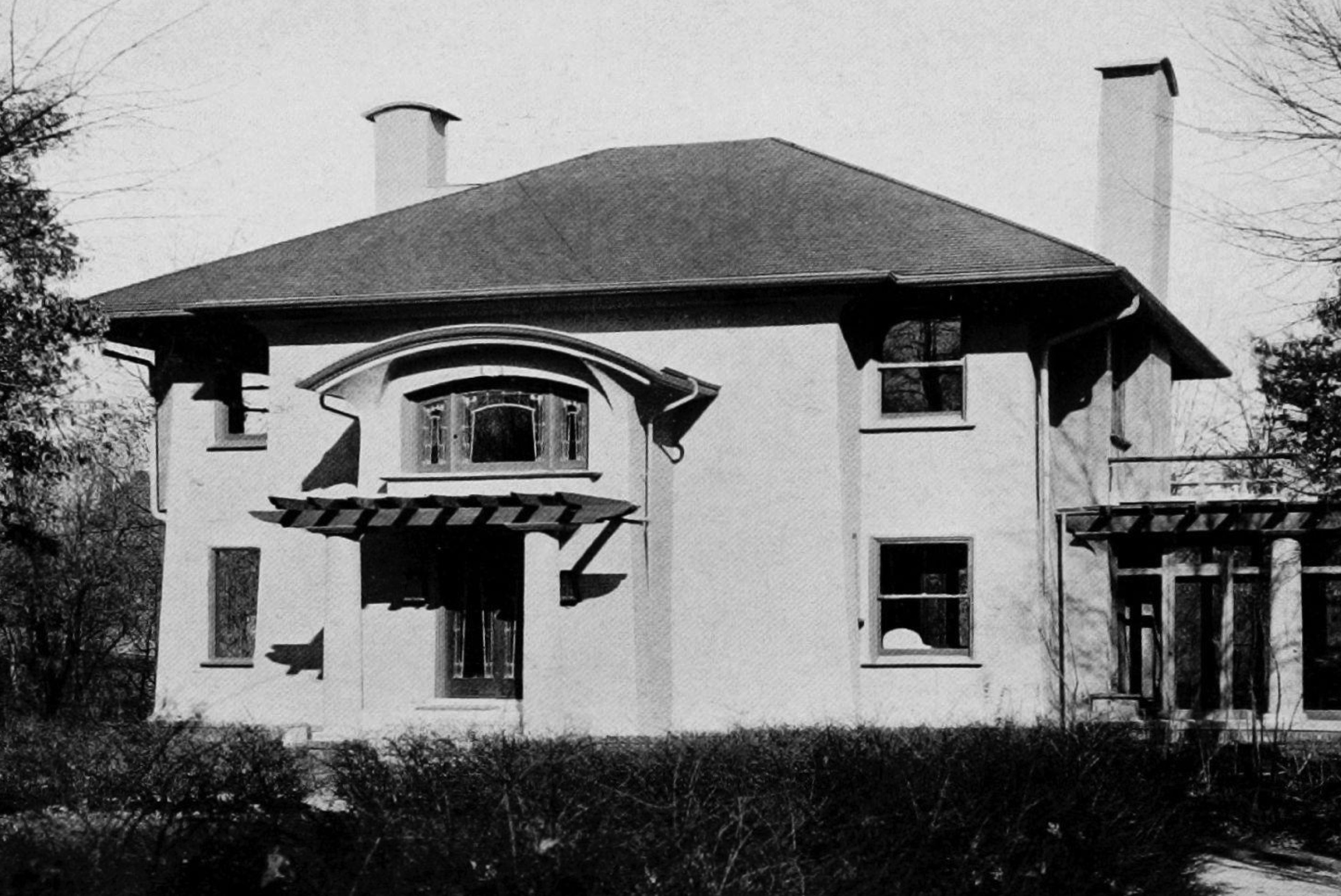
Casa di Emil Rudolph, Highland Park, Illinois, 1907.
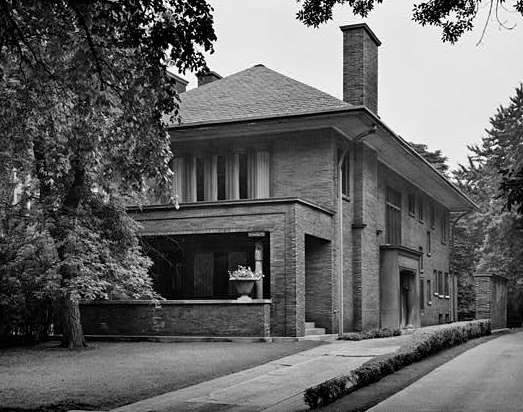
Casa di Ernest J. Magerstadt, Chicago, Illinois, 1908.
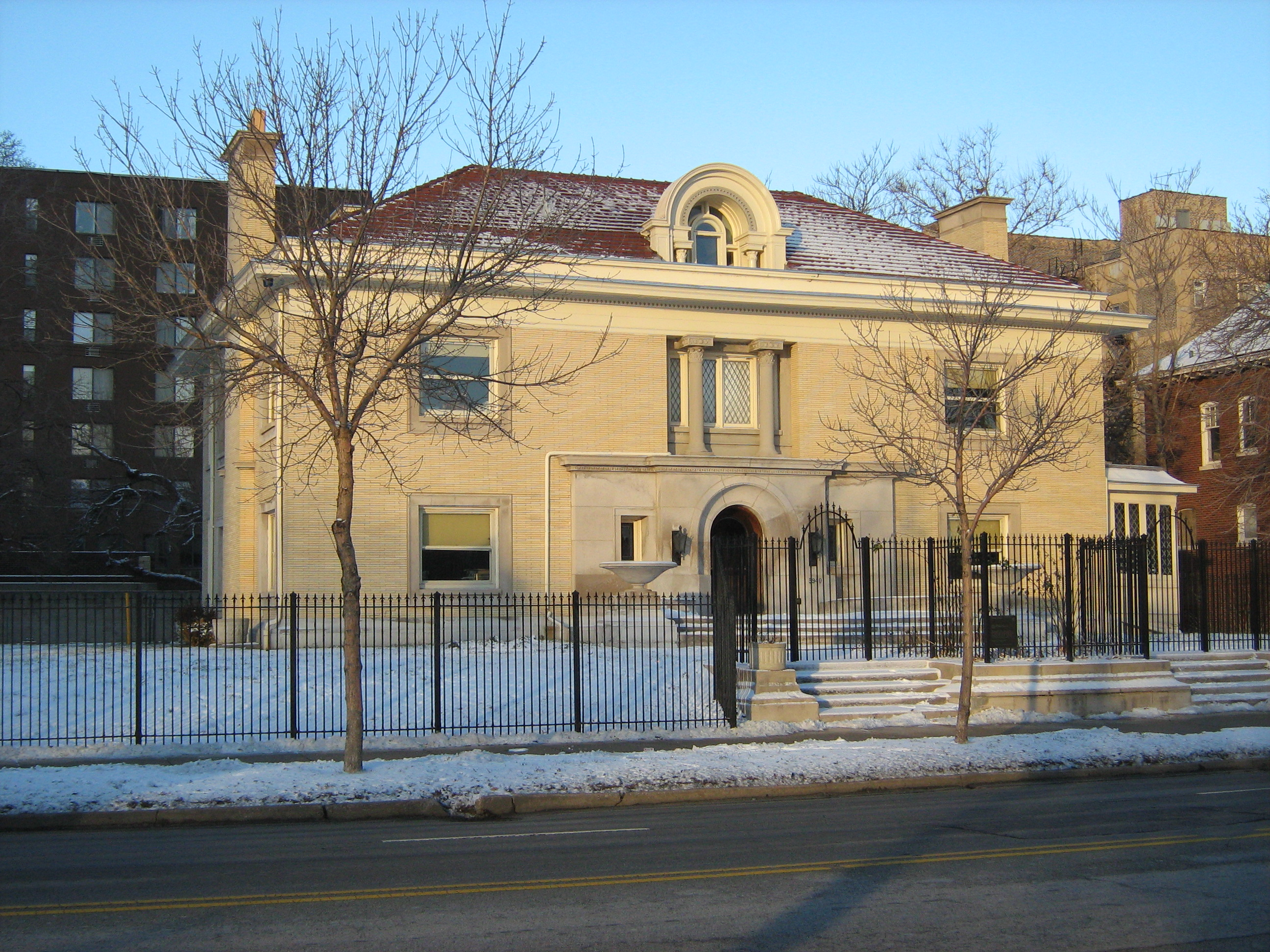
Casa di Edward Colvin, Chicago, Illinois. 1909
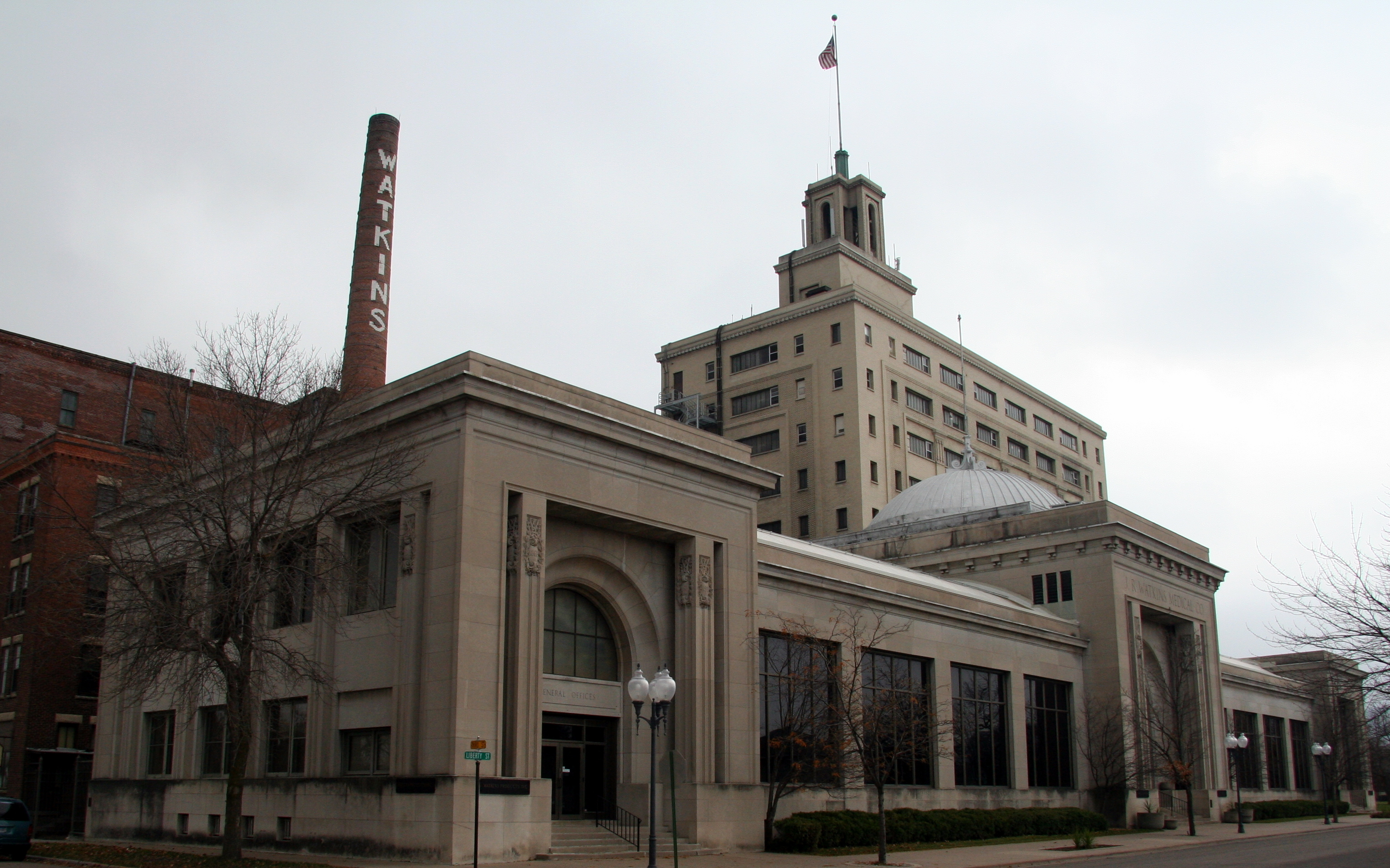
Edificio amministrativo per la J.R. Watkins Medical Company, Winona, Minnesota, 1911.
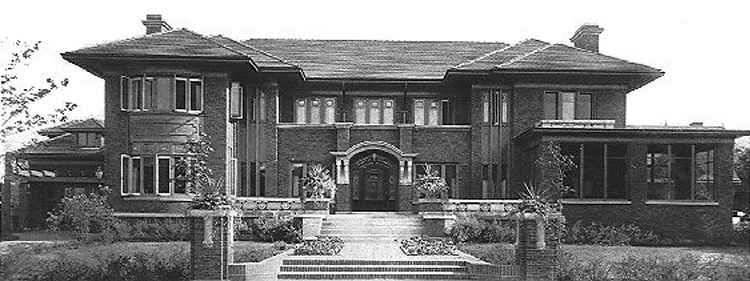
Casa di Claude Seymour, Chicago, Illinois, 1913.
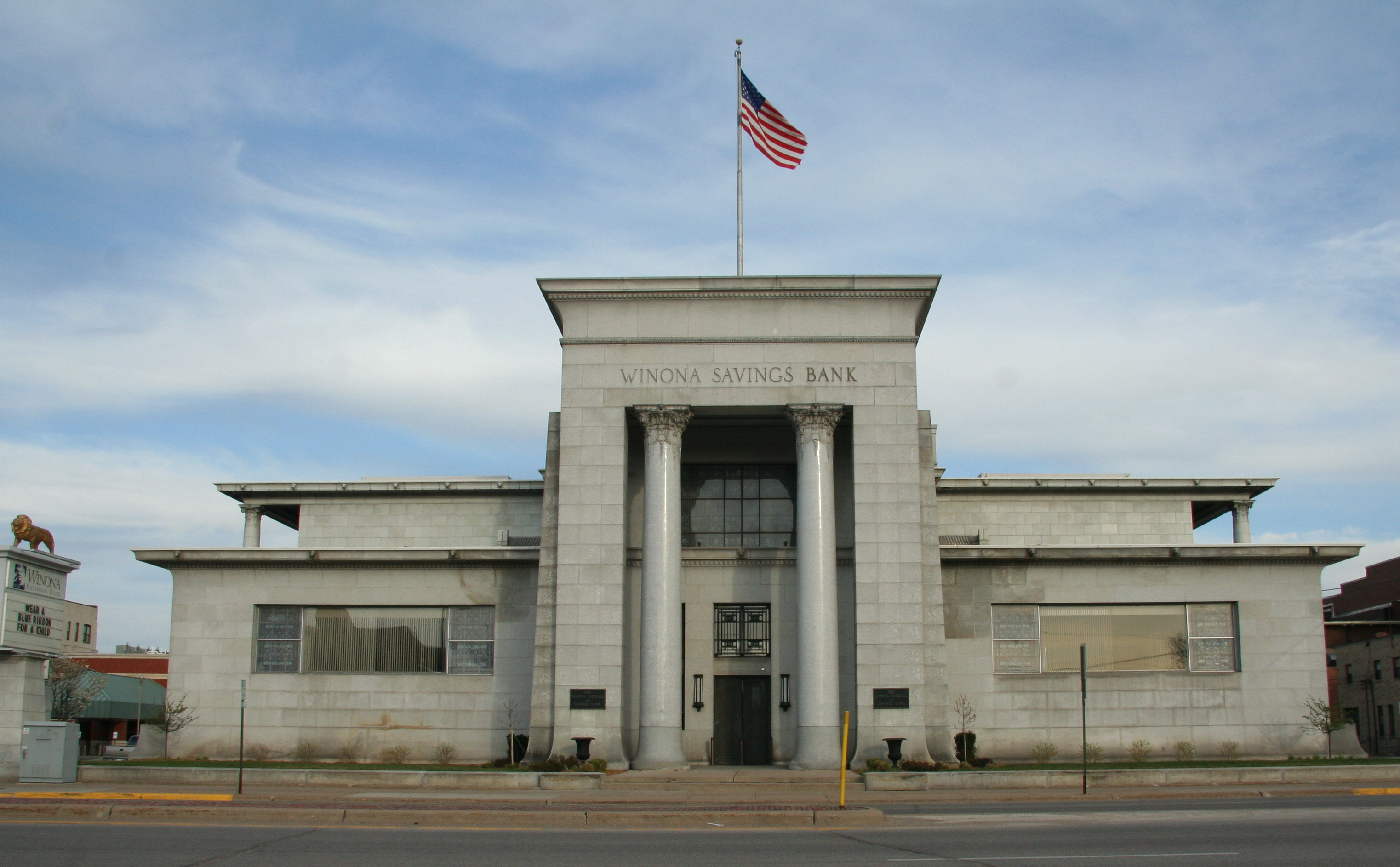
Cassa di Risparmio Winona, Winona, Minnesota, 1914.
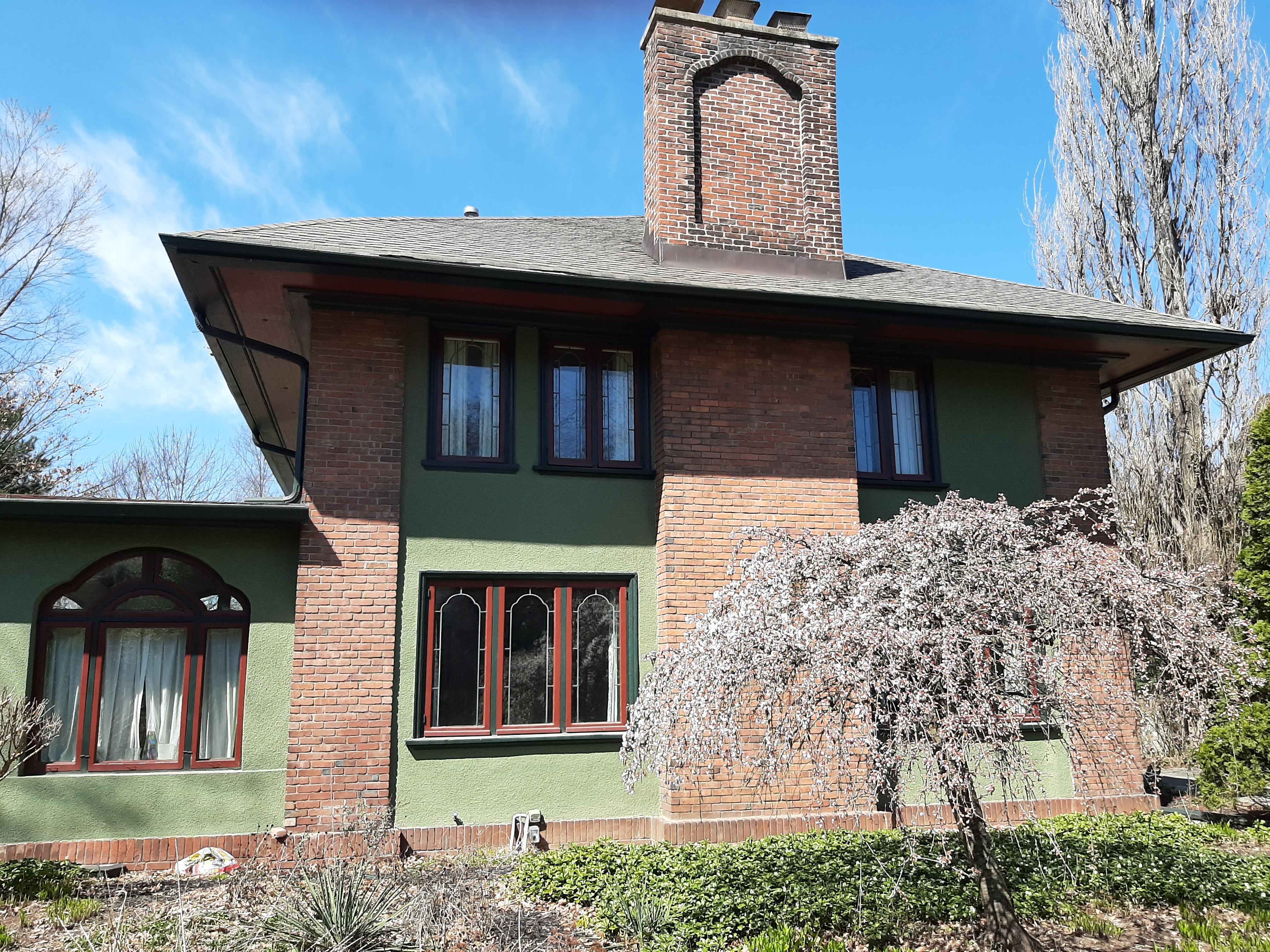
Casa di Martin Baldwin, Glen Ridge, NJ 1908
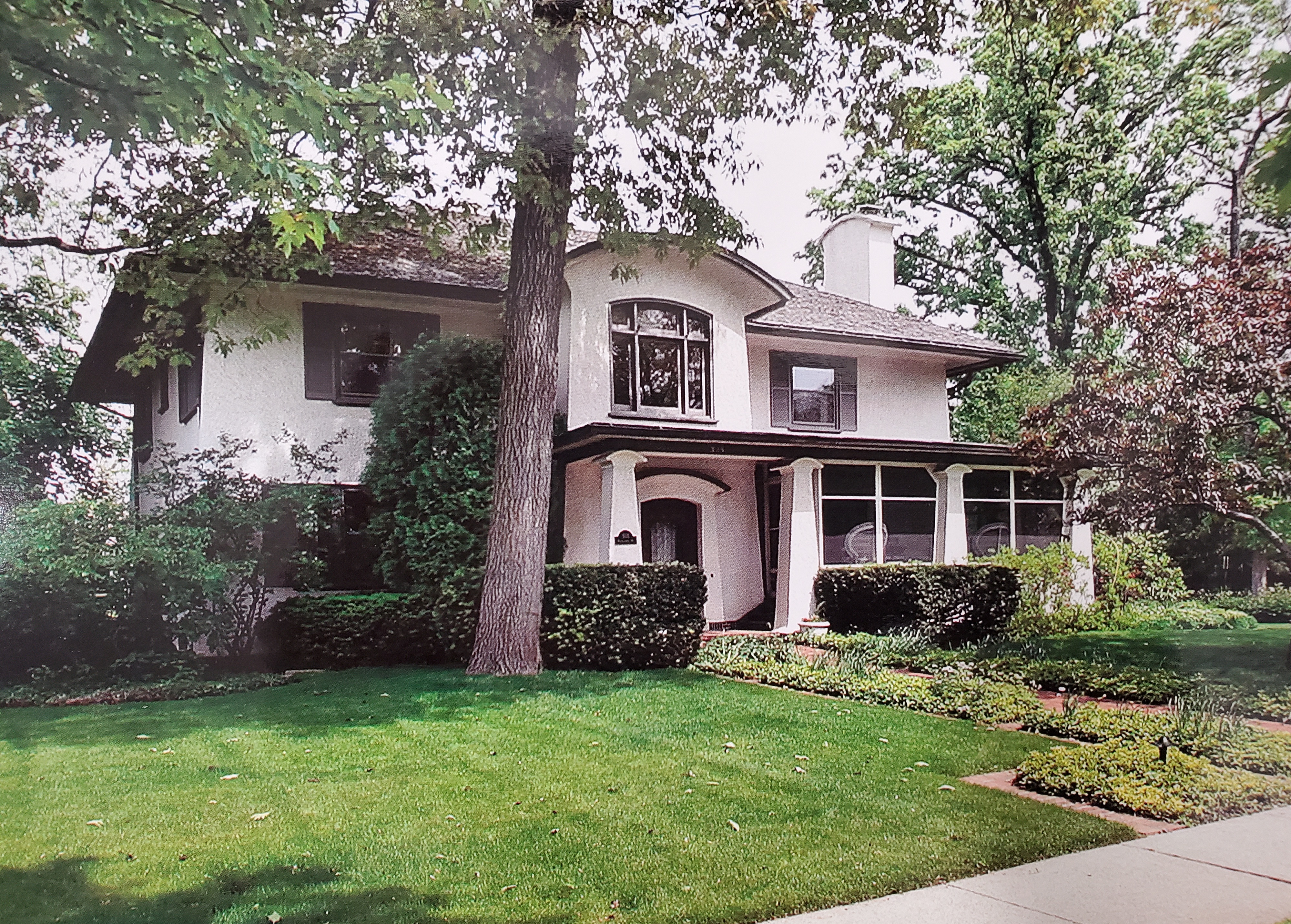
Casa di Frank G. Ely, Kenilworth, Illinois, 1910